# Borstprothese

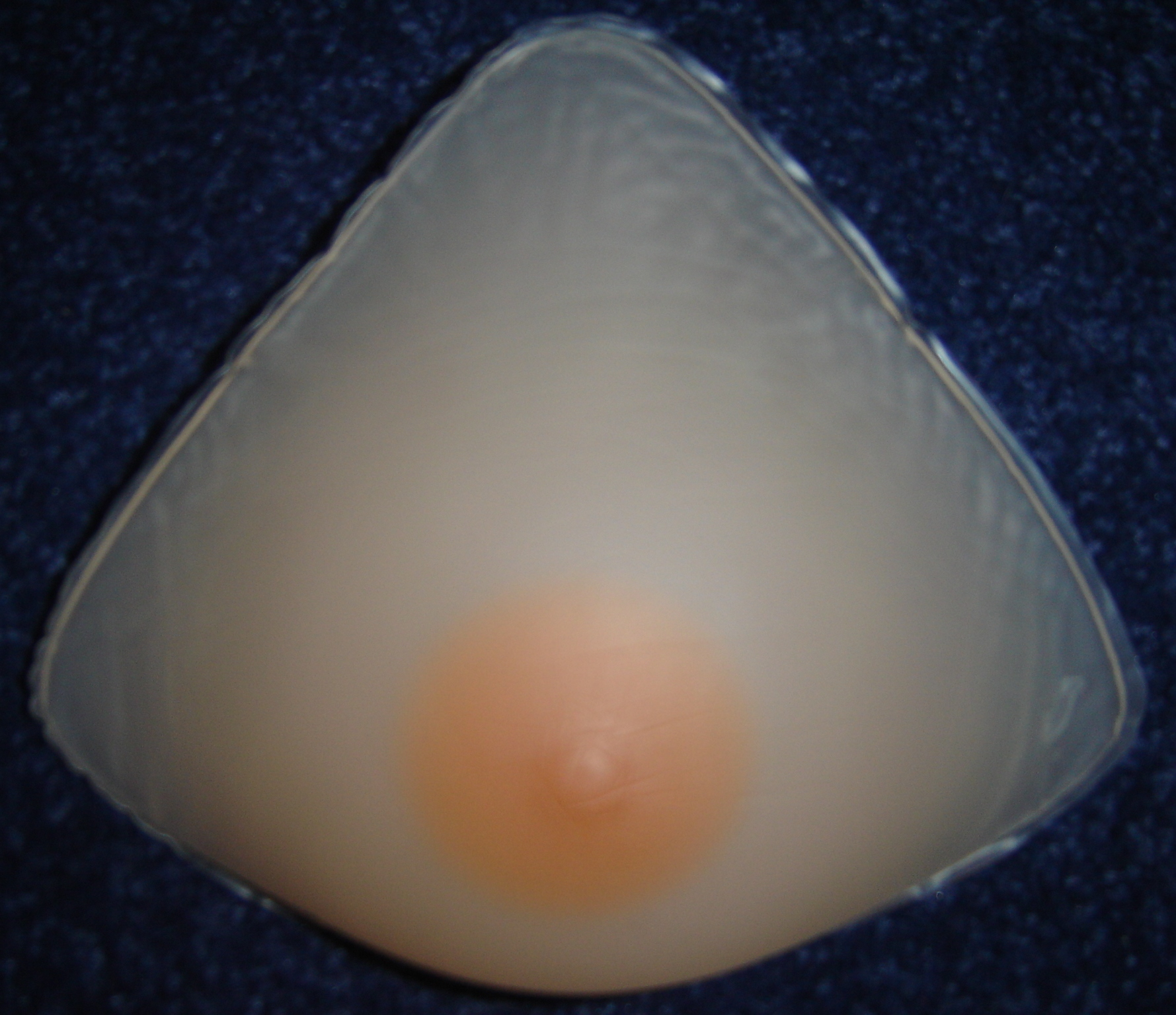
een borstprothese

Vrouwen die door borstkanker een borstsparende operatie of borstamputatie hebben ondergaan, kunnen na verloop van tijd een uitwendige borstprothese gaan dragen. Dit kan een alternatief zijn voor, of tijdelijke maatregel in afwachting van een borstreconstructie.
Tijdelijke uitwendige borstprotheses worden in het ziekenhuis aangemeten en zijn een soort kussentjes gevuld met watten. De meest gebruikelijke permanente borstprotheses zijn van siliconen. Kant-en-klare protheses zijn er in verschillende vormen (druppelvorm, driehoekig, symmetrisch of asymmetrisch voor links/rechts), kleuren, gewichten en groottes. Op maat gemaakte protheses kunnen individueel worden aangepast, wat vooral bij een gedeeltelijke amputatie van belang is. De tepelhof en tepel kunnen in de vorm meegegoten worden of er kan een aparte tepelprothese op de borstprothese geplakt worden.
Eenvoudige modellen die in de beha gestoken worden, bestaan vaak uit schuimrubber. Er zijn ook (gratis) gebreide protheses beschikbaar, knitted knockers.
Goedkopere prothesen worden meestal in paren geleverd en hebben vaak al opgedrukte tepels. Deze worden bijvoorbeeld gebruikt door vrouwen die zich ongelukkig voelen met hun kleine borsten, transvrouwen (personen met het lichaam van een man die zich identificeren met de andere sekse), transseksuelen (in afwachting van hormoontherapie en/of chirurgie) en travestieten.
Er zijn speciale prothesebeha's en -badpakken verkrijgbaar, waarbij de prothese in een soort zakje wordt geschoven zodat hij niet kan verschuiven. Kleine protheses kunnen ook met een speciale plakrand worden bevestigd en zonder beha gedragen. Een plakprothese mag vanaf een jaar na de borstsparende operatie of borstamputatie worden gedragen.